# Ashtar
Pour les articles homonymes, voir Athtart.
 (février 2021).
La mise en forme du texte ne suit pas les recommandations de Wikipédia : il faut le « wikifier ».
Les points d'amélioration suivants sont les cas les plus fréquents. Le détail des points à revoir est peut-être précisé sur la page de discussion.
- Les titres sont pré-formatés par le logiciel. Ils ne sont ni en capitales, ni en gras.
- Le texte ne doit pas être écrit en capitales (les noms de famille non plus), ni en gras, ni en italique, ni en « petit »…
- Le gras n'est utilisé que pour surligner le titre de l'article dans l'introduction, une seule fois.
- L'italique est rarement utilisé : mots en langue étrangère, titres d'œuvres, noms de bateaux, etc.
- Les citations ne sont pas en italique mais en corps de texte normal. Elles sont entourées par des guillemets français : « et ».
- Les listes à puces sont à éviter, des paragraphes rédigés étant largement préférés. Les tableaux sont à réserver à la présentation de données structurées (résultats, etc.).
- Les appels de note de bas de page (petits chiffres en exposant, introduits par l'outil «  Source ») sont à placer entre la fin de phrase et le point final[comme ça].
- Les liens internes (vers d'autres articles de Wikipédia) sont à choisir avec parcimonie. Créez des liens vers des articles approfondissant le sujet. Les termes génériques sans rapport avec le sujet sont à éviter, ainsi que les répétitions de liens vers un même terme.
- Les liens externes sont à placer uniquement dans une section « Liens externes », à la fin de l'article. Ces liens sont à choisir avec parcimonie suivant les règles définies. Si un lien sert de source à l'article, son insertion dans le texte est à faire par les notes de bas de page.
- La présentation des références doit suivre les conventions bibliographiques. Il est recommandé d'utiliser les modèles {{Ouvrage}}, {{Chapitre}}, {{Article}}, {{Lien web}} et/ou {{Bibliographie}}. Le mode d'édition visuel peut mettre en forme automatiquement les références.
- Insérer une infobox (cadre d'informations à droite) n'est pas obligatoire pour parachever la mise en page.

Pour une aide détaillée, merci de consulter Aide:Wikification.
Si vous pensez que ces points ont été résolus, vous pouvez retirer ce bandeau et améliorer la mise en forme d'un autre article.
Ashtar (parfois appelé  'Ashtar Sheran' ) est le nom donné à un être ou à un groupe d'êtres extraterrestres qu'un certain nombre de personnes prétendent avoir canalisé. Le contacté George Van Tassel était probablement le premier à prétendre avoir reçu un message Ashtar, en 1952,,,. Depuis lors, de nombreuses affirmations différentes sur Ashtar sont apparues dans différents contextes. Le mouvement Ashtar est étudié par les universitaires comme une forme importante de religion ufologique. Ashtar/Athtart est également un nom de divinité du proche-orient, avec la prononciation/graphie du royaume de Moab.

## Van Tassel
Denzler observe que « à long terme, la personne la plus importante pour la propagation et la perpétuation du mouvement des contactés était George Van Tassel ». En 1947, Van Tassel a déménagé à Giant Rock, près de Landers dans le Désert de Mojave en Californie, où il a établi un grand centre ufologique. C'est devenu le centre de contactés le plus réussi et le plus connu de l'époque,,.

## Dans la culture populaire
- Le groupe de musique indie Asthar Command[9].
- Le roman de science-fiction dystopique de Terry L. Cook, The Duke of Hell[10] met en scène comme personnage principal Ashtar[11].

## Source de traduction
- (en) Cet article est partiellement ou en totalité issu de l’article de Wikipédia en anglais intitulé « Ashtar (extraterrestrial being) » (voir la liste des auteurs).

### Référence
1. ↑  Helland, Christopher, « Chapter 8 : From Extraterrestrials To Ultraterrestrials: The Evolution of the Concept of Ashtar », dans Partridge, Christopher Hugh, UFO Religions, Routledge, 2003 (ISBN 978-0-415-26324-5, lire en ligne), p. 163
2. ↑  Flaherty, Robert Pearson, « UFOs, ETs and the millennial imagination », dans Catherine Wessinger (ed.), The Oxford handbook of millennialism, Oxford University Press, 2011 (ISBN 978-0195301052), p. 592
3. ↑  (en) Clark, Jerome, « Chapter 2 : The Odyssey of Sister Thedra », dans Tumminia, Diana G. (ed.), Alien Worlds: social and religious dimensions of extraterrestrial contact, Syracuse University Press, 2007 (ISBN 978-0-8156-0858-5), p. 26
4. ↑  Gregory Reece, UFO religion: inside flying saucer cults and culture, New York, I.B. Tauris, 2007, 137 p. (ISBN 978-1-84511-451-0, OCLC 123114546)
5. ↑  Denzler, Brenda (2001) p43
6. ↑  Helland, Christopher (2003) p162
7. ↑  Denzler, Brenda (2001) pp43-4
8. ↑  Ellwood, Robert S. (1995) p395
9. ↑  « Ashtar Command », sur ashtar-command.com (consulté le 6 octobre 2021).
10. ↑  (en) « Author Terry L. Cook Releases His New Sci-Fi Novel Titled, The Duke Of Hell, The World’s Final Dictator / ABNewswire », sur abnewswire.com (consulté le 6 octobre 2021).
11. ↑  https://archive.wikiwix.com/cache/20221102034045/https://www.dukeofhell.com.